# Szabó József (rendező)
Szabó József, becenevén Ódzsa (Székelyhíd, 1928. június 19. − Sligo, Írország, 2019. február 15.) erdélyi magyar színházi rendező, dramaturg, színházi szakíró.

## Életútja
Középiskoláit Nagyváradon a Szent László Gimnáziumban, ill. a Magyar Fiúlíceumban végezte (1948). Egy évig a Bolyai Tudományegyetem filozófia, lélektan és pedagógia szakos hallgatója volt, majd 1949 őszén átiratkozott a Szentgyörgyi István Színművészeti Főiskola rendezői szakára. 1953-ban egy évig állami ösztöndíjjal a moszkvai Színművészeti Főiskolán is tanult rendezést. Harag Györggyel és Farkas Istvánnal együtt alapító tagja volt az 1953-ban Nagybányán alapított, 1956-ban pedig Szatmárnémetibe átköltözött társulatnak (Harag György Társulat).

## Rendezői pályája
Rendezői pályáját Nagybányán Victor Hugo Ruy Blas c. drámájával kezdte. 1957-ben a kolozsvári Állami Magyar Színházhoz szerződött, ahol 1970-ig számos darabot rendezett (Beaumarchais: Figaro házassága; Bródy Sándor: A dada; Goldoni: Két úr szolgája; Brecht: Puntilla úr és szolgája, Matti; Barta Lajos: Szerelem; T. Wilder: A mi kis városunk; Max Frisch: Biedermann és a gyújtogatók; Méhes György: 33 névtelen levél; Euripidész – Sartre: A trójai nők; Illyés Gyula: Kegyenc; George Bernard Shaw: Fanni első színdarabja; Csehov: Cseresznyéskert).
1983-ban áttelepült Magyarországra, a győri Kisfaludy Színház vezető rendezője, majd a veszprémi Petőfi Színház rendezője lett. Arany és Petőfi levelezéséből összeállított dokumentumdrámáját (Mécsfény) 1984–87 között Magyarországon és Németországban több száz előadásban játszották. Már nyugdíjazása (1988) után rendezte Veszprémben Eugène Ionesco A székek c. abszurd tragikomédiáját (1989); a kurszki Puskin színházban Csurka István szatíráját, Az idő vasfogát (1990); Sepsiszentgyörgyön Illyés Gyula Kegyencét; Nagyváradon Kovách Aladár Téli zsoltár c. Apáczai-drámáját, Ionesco Haldoklik a király, P. Schaffer A szörny ajándéka c. darabját. Szatmárnémetiben a színház építésének centenáriumi ünnepén Illyés Gyula Dupla vagy semmi c. drámáját állította színpadra. Nagyváradon, az 1999. március 24–28. között megtartott Kárpát-medencei Stúdiószínházak Fesztiválján Páskándi Kérjük a lábat letörölni c. abszurdjával elnyerte a rendezés fődíját.
Meghívott rendezőként szinte valamennyi erdélyi színháznál dolgozott. 1970-től a nagyváradi Állami Színháznál valósíthatta meg rendezői eszményképét, a költői színházat; itt rendezte a következő darabokat: Móricz Zsigmond: Úri muri; Tennessee Williams: Orpheusz alászáll; Gorkij: Éjjeli menedékhely; Tabéry Géza: Álomhajó; Vörösmarty: Csongor és Tünde; Ulrich Plenzdorf: Az ifjú W. újabb szenvedései; Sütő András: Anyám könnyű álmot ígér; Páskándi Géza: A bosszúálló kapus; Csurka István: Deficit; Tamási Áron: Ősvigasztalás; Madách Imre: Az ember tragédiája. Ez utóbbit tartja rendezői pályája legjelentősebb alkotásának. Erről szól színházi esszéje: Ex leone leonem, avagy Az ember tragédiája reflektorfényben (Várad, 2004/4).

## Dramaturgiai munkássága
Dramaturgja volt a Sütő András: Anyám könnyű álmot ígér; Tamási Áron: Ősvigasztalás; Tabéry Géza: Álomhajó; U. Plenzdorf: Az ifjú W. újabb szenvedései c. daraboknak. Alkotóan hozzájárult a Bálint Tibor Zokogó majom c. regényéből született színpadi mű, A sánta angyalok utcája (kötetben: Kolozsvár, 2004) létrejöttéhez, amelyet színpadra is ő vitt, nagy sikerrel.

## Publicisztikai és művészpedagógiai tevékenysége
Első nyomtatásban megjelent írása Csiky Gergely drámáinak 1957-es hazai kiadásához írott utószava (Három dráma. Bukarest, 1957). A korszerű drámáról és a rendezés művészetéről számos cikke jelent meg az Utunk, Igaz Szó, Előre, Korunk, a nagyváradi Fáklya, Bihari Napló, Kelet–Nyugat, a Magyar Nemzet, Nyugati Magyarság hasábjain.
Rendezői utasításaival jelentek meg Kiss Jenő A küszöb előtt (Bukarest, 1960), valamint Méhes György Ha nincs kilincs és A járókelő c. színdarabjai.
1996–97-ben és 2000-ben Glasgowban, a Skót Királyi Zenei és Színművészeti Akadémián előadásokat, workshopokat tartott a drámai, az epikus és az abszurd színház színészi és rendezői módszeréről; Csehov, Brecht és Ionesco műveiből rendezett részleteket angol, skót, ír és amerikai színész- és rendezőhallgatókkal. Skóciai élményeiből született sorozatát (Skóciai levelek) az Erdélyi Napló és a Nyugati Magyarság közölte (2000–2002).
2002-től a Várad c. folyóirat munkatársa volt (szignója: Odzsa).

## Díjai
- A Magyar Érdemrend lovagkeresztje (2015)

## Emlékezete
- A 2021-ben a felújított székelyhídi művelődési ház Szabó Ódzsa nevét viseli.[4]